# Objecte de Hoag
L'objecte de Hoag és una galàxia no típica del tipus conegut com una galàxia anular. L'aparició d'aquest objecte ha interessat tant a astrònoms aficionats com als professionals per la seva estructura poc comuna. La galàxia porta el nom d'Arthur Allen Hoag que el va descobrir el 1950 i el va identificar com una nebulosa planetària o una galàxia peculiar amb vuit milions d'estrelles.

## Característiques
Un anell quasi perfecte d'estrelles blaves joves calentes envolta el nucli groc antic d'aquesta galàxia anell ~600 milions d'anys llum de distància a la Constel·lació de la Serp. El diàmetre de 6"(segons d'arc) del nucli intern de la galàxia és d'uns 17 ± 0,7 milers d'anys-llum (5,3 ± 0,2 kpc) mentre que l'anell que envolta té uns 28" de diàmetre interior de 75 ± 3 milers d'anys-llum (24,8 ± 1,1 kpc) i un 45" de diàmetre exterior de 121 ± 4 quilos anys-llum (39,9 ± 1,7 kpc), que és una mica més gran que la Via Làctia. L'escletxa que separa les dues poblacions estel·lars pot contenir alguns cúmuls d'estrelles que són gairebé massa febles per veure-les. Tan estrany com aquest tipus de galàxia és, una altra més distant galàxia anell actualment sense nom es pot veure a través de l'objecte de Hoag, entre el nucli i l'anell exterior de la galàxia, aproximadament a la posició de l'u d'un rellotge a la imatge de la dreta.

## Història i formació
Tot i que l'objecte de Hoag es va demostrar clarament en el Palomar Star Survey, que no estava inclòs en la memòria Morphological Catalogue of Galaxies, el Catàleg de Galàxies i Cúmuls de Galàxies, o el Llista de catàlegs astronòmics.
En l'anunci inicial del seu descobriment, Hoag va proposar la hipòtesi que l'anell visible era un producte de la lent gravitacional. Aquesta idea va ser posteriorment descartada perquè el nucli i l'anell tenen el mateix desplaçament cap al vermell, i perquè els telescopis més avançats van revelar l'estructura nuosa de l'anell, cosa que no seria visible si l'anell era el producte de la lent gravitatòria.
Noah Brosch va suggerir que l'Objecte de Hoag podria ser producte d'una inestabilitat extrema de la bar que es va produir fa uns mil milions d'anys en una galàxia espiral barrada. Schweizer et al afirmen que aquesta és una hipòtesi improbable perquè el nucli de l'objecte és esferoïdal, mentre que el nucli d'una galàxia espiral barrada és en forma de disc. No obstant això, admeten evidència és una cosa prima per aquesta diferència concreta que van ser resolts satisfactòriament. Curiosament, poques galàxies comparteixen les característiques primàries de l'Objecte de Hoag, on s'inclou un anell independent brillant de les estrelles, però els seus centres s'allarguen o barrades, i poden presentar algun tipus d'estructura espiral. Mentre que l'objecte no coincideix cap de Hoag en simetria, aquest grapat de galàxies són coneguts per alguns com les galàxies de tipus Hoag. Noah Brosch i els seus companys van demostrar que l'anell lluminós es troba a la vora interior d'un anell d'hidrogen neutre molt més gran.